# Matt Clifford
Matthew Philip Clifford est un entrepreneur britannique. Avec Alice Bentinck, il est le cofondateur d'Entrepreneur First, un investisseur international en talents et accélérateur de startups fondé en 2011.

## Biographie
En juillet 2024, Clifford annonce qu'il dirigerait une étude sur les opportunités de l'intelligence artificielle pour le nouveau gouvernement travailliste britannique. Il est également président de l'Agence de recherche et d'invention avancées du Royaume-Uni.
Au printemps 2023, Clifford contribue à la conception du Frontier AI Task Force, qui devient plus tard l'institut pour la sécurité de l'IA (AI Safety Institute) du Royaume-Uni. En août 2023, Clifford est nommé pour diriger les travaux préparatoires du Sommet sur la sécurité de l'IA de 2023, aux côtés de l'ancien conseiller adjoint à la sécurité nationale du Royaume-Uni, Jonathan Black,.
En décembre 2023, il est annoncé qu'Alice Bentinck prendrait la relève en tant que PDG d'Entrepreneur First après que Clifford ait démissionné de son poste pour se concentrer sur les opportunités de l'intelligence artificielle.
Il est Chevalier de l'Ordre de l'Empire britannique (CBE),.